# 真喜姫
真喜姫（まきひめ、生年不詳-元亀2年3月29日（1571年4月23日））は、戦国時代の女性で松平広忠の妻 。
田原城主・戸田康光の娘。田原御前とも。

## 略歴
天文14年（1545年）於大の方と離縁した松平広忠と結婚。
近年の研究では、松平広忠と於大の方の離縁の原因は、松平広忠と叔父の信孝が対立した際に水野氏と牧野氏が信孝側についたことが原因とされている。一方、戸田康光は渥美半島を巡って牧野氏と、知多半島を巡って水野氏と対立していた。このため、松平氏と戸田氏が婚姻同盟を結んで、水野氏・牧野氏の同盟と対抗しようとしたものと推測されている。

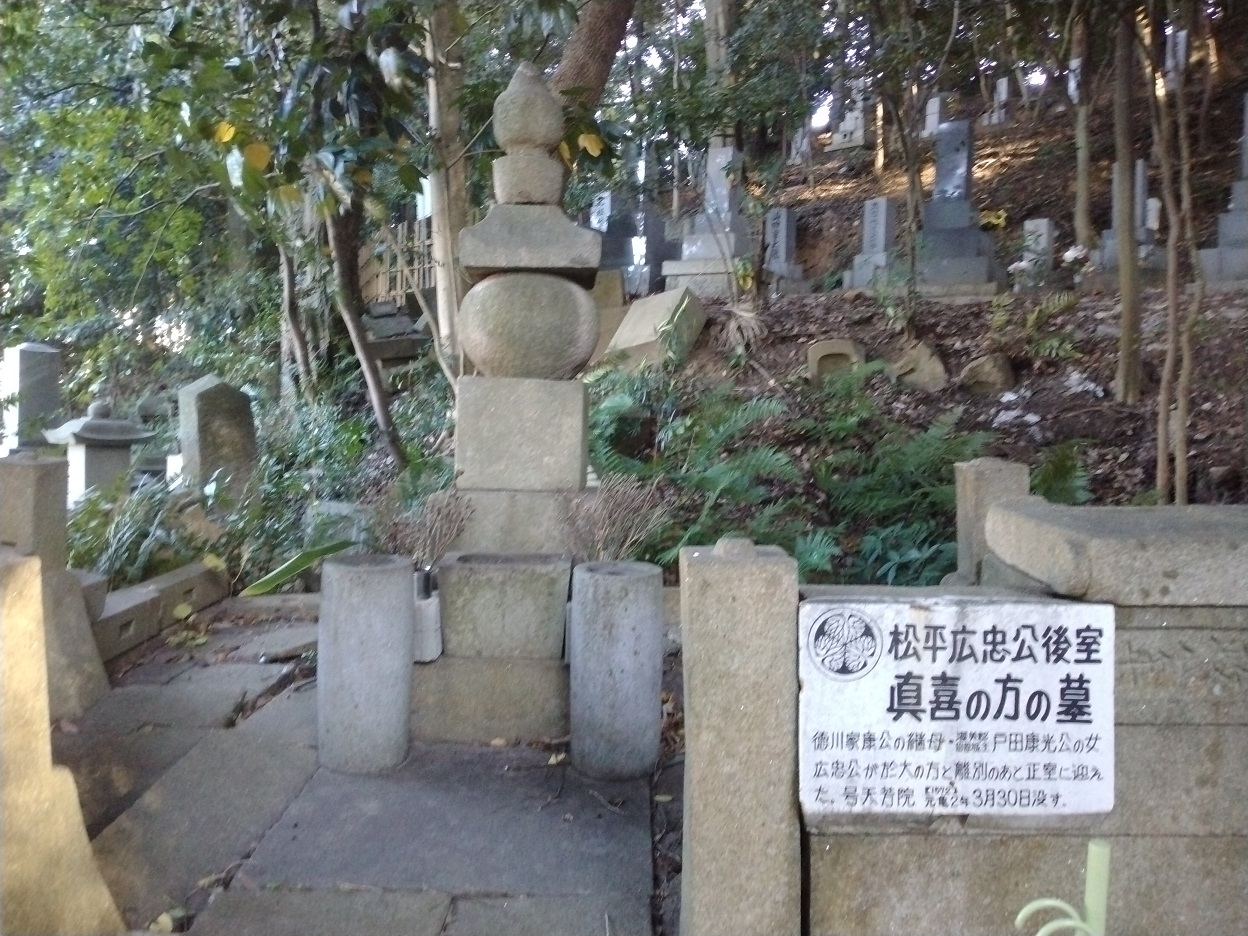
岡崎市龍海院の真喜姫の墓

広忠没後も三河国岡崎にとどまった。
元亀2年3月29日死去。
墓所は龍海院（岡崎市明大寺町）。号天芳院。